# Эвкалипт припудренный
Эвкалипт припудренный (лат. Eucalyptus pulverulenta) — вечнозеленое дерево, вид рода Эвкалипт (Eucalyptus) семейства Миртовые (Myrtaceae).

## Распространение и экология
В природе ареал вида охватывает южные и средние части плоскогорья Нового Южного Уэльса.
Относительно хорошо растёт на сухих глинистых склонах, но значительно лучше на умеренно влажных наносных и красноземных почвах, где за 9 дет достигает высоты в 6—8 м.

## Ботаническое описание
Дерево высотой до 9 м, с искривленным стволом
Кора гладкая, белая.
Молодые листья супротивные, в большом числе пар, сидячие или стеблеобъемлющие, округлые, почковидные, яйцевидные или эллиптические, длиной 3,5—6 см, шириной 3—4 см, интенсивно сизые. Взрослые — сидячие, сходного строения с молодыми.
Зонтики пазушные, трёхцветковые, интенсивно сизые, сидящие на сплюснутых ножках длиной 5—8 мм; бутоны сидячие, кубарчатые, интенсивно сизые, длиной 15 мм, диаметром 10 мм, с конической крышечкой, более короткой, чем трубка цветоложа.
Плоды сидячие, полушаровидные или широко кубарчатые, интенсивно сизые, длиной 10 мм, диаметром 13 мм, со скошенным диском и широкими, дельтовидными, несколько выступающими створками.
На родине цветёт в октябре — ноябре; на Черноморском побережье Кавказа — в октябре — декабре.

## Значение и применение
Древесина светлая, довольно твёрдая.
Во влажных субтропиках может быть использован наравне с Эвкалиптом пепельным в качестве декоративного и эфирномасличного растения.
В листьях содержится эфирное (эвкалиптовое) масло (2,2 %), богатое цинеолом.

## Классификация

### Представители
В рамках вида выделяют ряд разновидностей:
- Eucalyptus pulverulenta var. lanceolata A.W.Howitt
- Eucalyptus pulverulenta var. ovatifolia Dehnh.
- Eucalyptus pulverulenta var. pulverulenta

### Таксономия
Вид Эвкалипт припудренный входит в род Эвкалипт (Eucalyptus) подсемейства Миртовые (Myrtoideae) семейства Миртовые (Myrtaceae) порядка Миртоцветные (Myrtales).
|  |                                      |  |                                                             |                                                             |                    |  | ещё 13 семейств (согласно Системе APG II) | ещё 13 семейств (согласно Системе APG II)    |                                              |  |  |  | ещё 130 родов       | ещё 130 родов             |  |  |
|  |                                      |  |                                                             |                                                             |                    |  | ещё 13 семейств (согласно Системе APG II) | ещё 13 семейств (согласно Системе APG II)    |                                              |  |  |  | ещё 130 родов       | ещё 130 родов             |  |  |
|  |                                      |  |                                                             | порядок Миртоцветные                                        |                    |  |                                           |                                              | подсемейство Миртовые                        |  |  |  |                     | вид Эвкалипт припудренный |  |  |
|  |                                      |  |                                                             | порядок Миртоцветные                                        |                    |  |                                           |                                              | подсемейство Миртовые                        |  |  |  |                     | вид Эвкалипт припудренный |  |  |
|  | отдел Цветковые, или Покрытосеменные |  |                                                             |                                                             | семейство Миртовые |  |                                           |                                              | род Эвкалипт                                 |  |  |  |                     |                           |  |  |
|  | отдел Цветковые, или Покрытосеменные |  |                                                             |                                                             |                    |  |                                           |                                              |                                              |  |  |  |                     |                           |  |  |
|  |                                      |  | ещё 44 порядка цветковых растений (согласно Системе APG II) | ещё 44 порядка цветковых растений (согласно Системе APG II) |                    |  |                                           | ещё 1 подсемейство (согласно Системе APG II) | ещё 1 подсемейство (согласно Системе APG II) |  |  |  | ещё более 700 видов |                           |  |  |
|  |                                      |  |                                                             | ещё 44 порядка цветковых растений (согласно Системе APG II) |                    |  |                                           |                                              | ещё 1 подсемейство (согласно Системе APG II) |  |  |  |                     |                           |  |  |